# تي اس 2
تي اس 2 سبيس (بالانجليزية: TS2 SPACE) هي شركة يقع مقرها في وارسو، وهي مزود في مجال الاتصالات الساتلية، حيث تقدم خدماتها لعملاء عسكريين ومدنيين على نطاق واسع. بدءًا من أنظمة الاتصالات الساتلية العسكرية وصولاً إلى خدمات الإنترنت عبر الأقمار الصناعية BGAN للمستخدمين المدنيين في بولندا، تمتلك الشركة خبرة واسعة في توفير حلول اتصالات موثوقة في المناطق النائية. كما أنها مزود خدمة إنترنت رئيسي لجنود احتلال الجيش الأمريكي في العراق وأفغانستان، حيث توفر شبكة واسعة تغطي أكثر من 15,000 مستخدم عسكري. 

## التزويد بالإنترنت

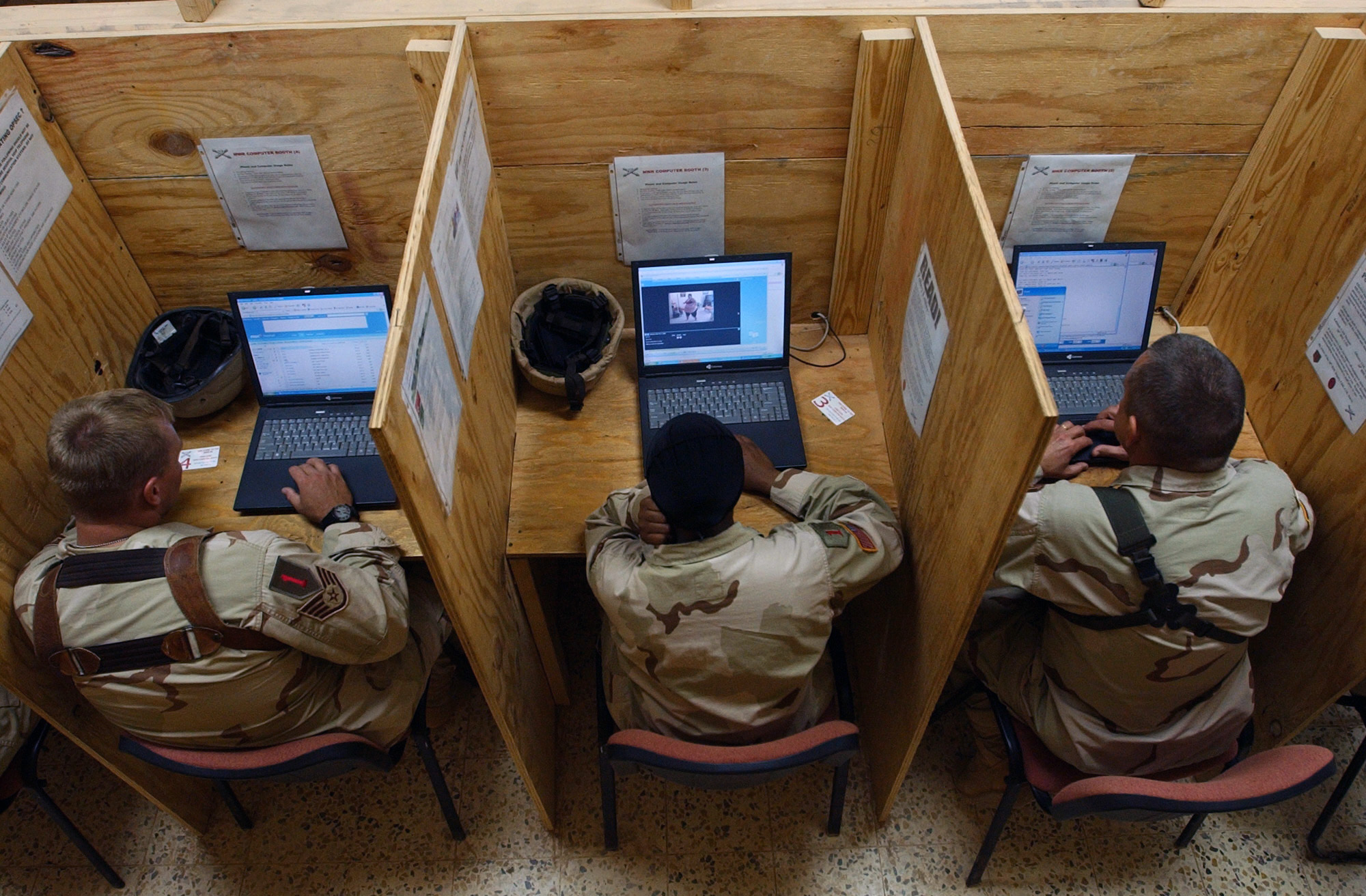
مجموعة من الجنود الأمريكيين مشغولون باستخدام أجهزة الكمبيوتر في أحد القواعد العسكرية بالعراق.

تعتبر شركة تي اس 2 أحد مزودي خدمات الاتصالات الساتلية في العراق وأفغانستان. تعمل الشركة بالتعاون مع الجيش الأمريكي وتستخدم تقنية VSAT لتوفير تغطية واسعة في المنطقة. تمتلك الشركة حقوق استخدام ترددات على العديد من الأقمار الصناعية، مما يتيح لها توفير خدمات الاتصالات في جميع أنحاء أوروبا والشرق الأوسط وجنوب غرب آسيا. بالإضافة إلى ذلك، توفر الشركة هواتف الأقمار الصناعية من ماركات عالمية مثل ثريا وإيريديوم وإنمارسات، مما يضمن الاتصال في المناطق النائية.

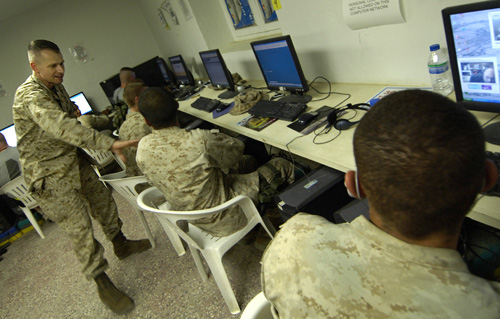
مقهى إنترنت داخل قاعدة بغرام الجوية في افغانستان